# 알략산드르 쿨치
알략산드르 미칼라에비치 쿨치(벨라루스어: Аляксандр Мікалаевіч Кульчы; 러시아어: Александр Николаевич Кульчий 알렉산드르 니콜라예비치 쿨치[*], 1973년 11월 1일 ~ )는 벨라루스의 전 축구 선수이자 현 축구 지도자로 선수 시절 수비형 미드필더로 활약했으며 벨라루스 축구 대표팀 역사상 국제 A매치 최다 출전 기록 보유자이자 유일한 FIFA 센추리클럽 가입자이다.

## 같이 보기
- A매치 100경기 이상 출전한 축구 선수 명단